# 생모리스역
생모리스역(Gare de St-Maurice, Bahnhof St-Maurice)은 스위스 발레주의 생모리스에 있는 기차역이다. 심플론선의 중간 정류장이자, 생징골프-생모리스선의 종점이다.

## 운행편
2021년 12월 시간표 변경에 따라 풀리에서 다음 서비스가 정차한다.
- 인터레기오 : 제네바 공항과 브리크 사이를 30분 간격으로 운행한다.
- 레기오익스프레스 :
  - 안느마스까지 매시간 운행
  - 르낭 VD까지 일일 1회 왕복
- 레기오: 몽테와 브리크 사이를 30분 간격으로 운행하며, 다른 모든 열차는 몽테에서 생젱골프까지 계속 운행한다.
- RER 보 S2 / S5 : 발로브 및 그랑송에 제한된 서비스.